# Matériel péricentriolaire

Schéma d'un centre organisateur des microtubules d'une cellule animale.

Le matériel péricentriolaire est le nuage de matériel amorphe qui entoure une paire de centrioles, le tout formant le centre organisateur des microtubules dans les cellules animales. Il est composé de protéines fibrogranulaires.